# 電気ドリル

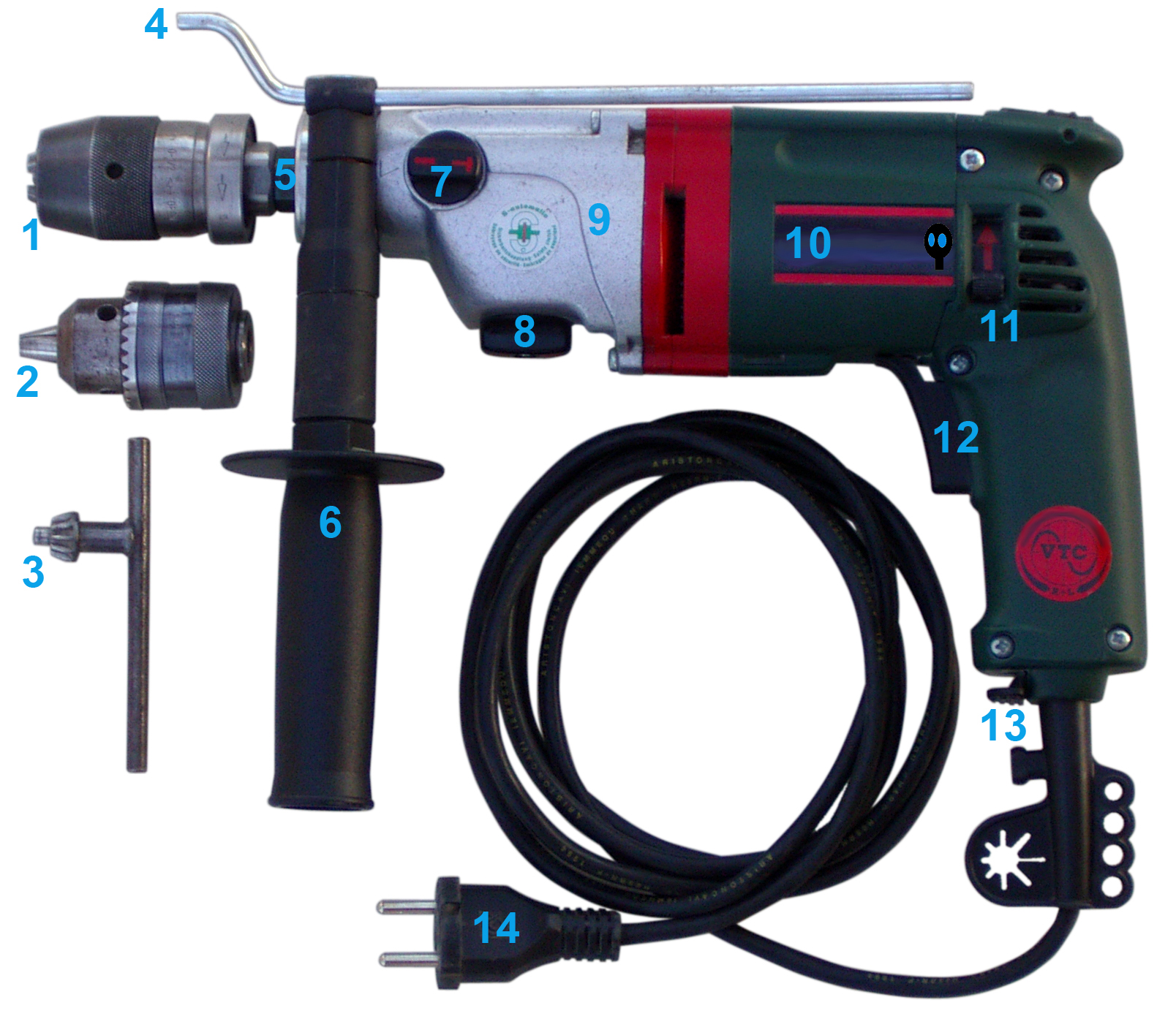
電気ドリル

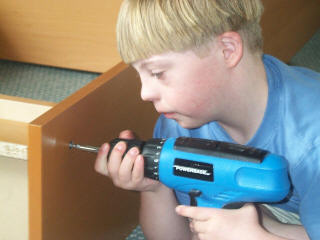
電気ドリルによる組立

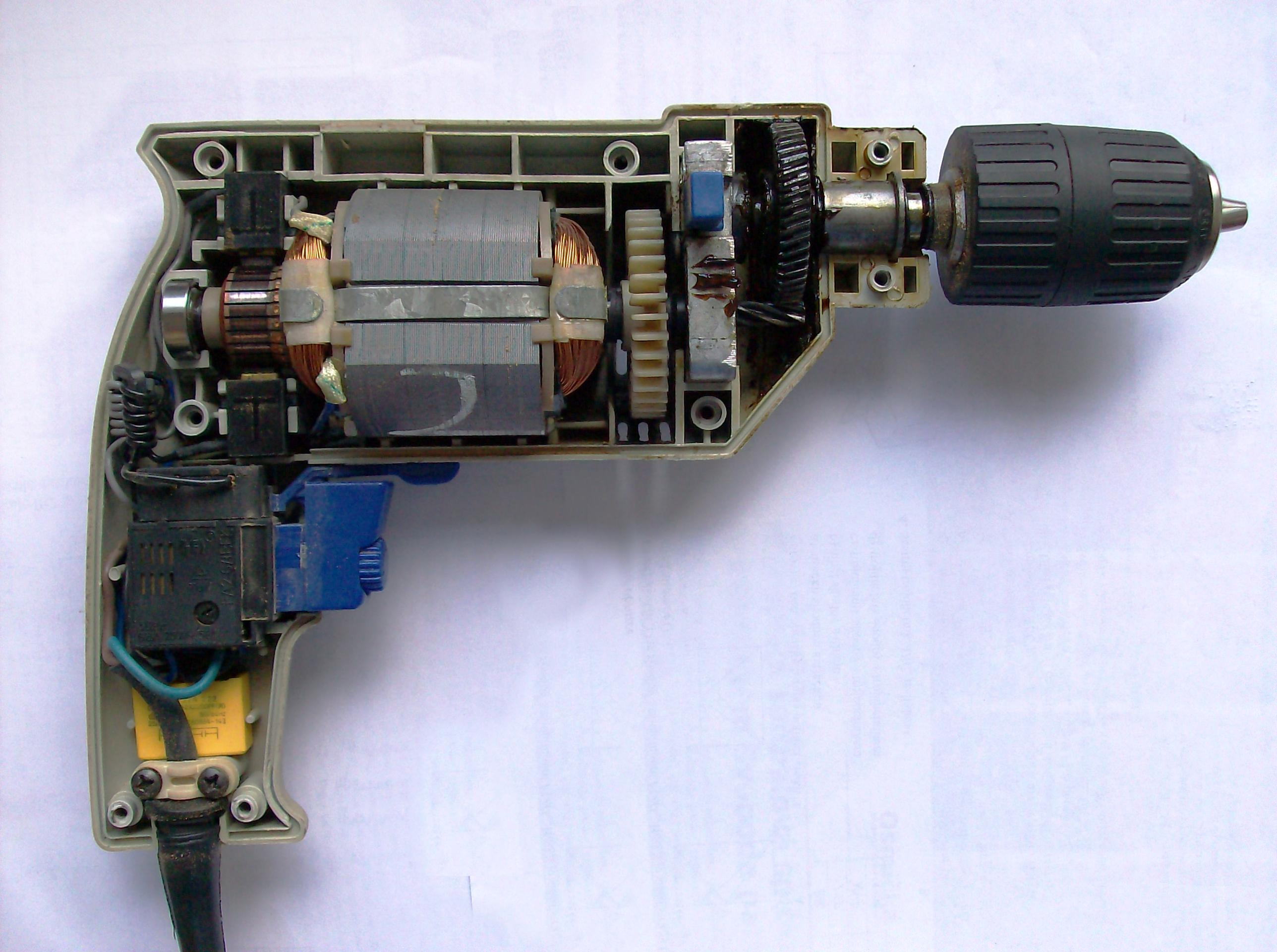
内部構造

電気ドリルとは、穴あけが主目的の電動工具である。モーターと減速機・ドリルチャックからなり、JISC9605では「携帯電気ドリル」（英文：portable electric drills）となっている。名称は、動力の「電気」と穴あけ工具の「ドリル」を合成した俗称が正式名になったもの。機能的には「ボール盤」を携帯化したものである。現在では、機械本体も絶縁体で構成された二重絶縁の機種が主流である。携帯用電動工具としては一番普及しているものであり、電動ドリル又は単に　電ドリ、電ドル、ドリルとも呼ばれる。世界最初の電気ドリルは、アーサージェームスアーノット（Arthur James Arnot）とウィリアムブランチブレイン（William Blanch Brain）が1889年にオーストラリア・メルボルンで発明している。携帯式電気ドリルは、1895年にFein（ファイン）のヴィルヘルムファイン（Wilhelm Fein）がドイツ・シュトゥットガルトで発明。
世界初のピストルグリップとハンドルに取付けられているトリガースイッチ付き電気ドリルは1916年にBlack & Decker社が開発・商品化している。トリガースイッチの特許は、1917年に特許登録となる。
日本で電気ドリルを最初に開発・販売したのは、芝浦製作所（現・東芝）である。1935年に国産第1号を発売している。
電気ドリルは、発明された当時はドリルを取り付け正方向に回転させて木材や金属に穴をあける専用の電動工具であった。その後色々な機能が本体に追加され、先端に取付ける工具も豊富になって作業範囲が広がった。その事により穴あけ・締め付け・弛め・研磨・研削等の各種作業が可能となり、名称も機能性能を追加表示する各種電気ドリルとなった。

## 機能別による呼称（種類）
コード付き電気ドリル
AC電源の電気ドリル。コードの長さは、通常約2.5メートルである。
コードレスドリル
コードレスドリル（cordless drill）の開発は、1961年、ブラック・アンド・デッカー社が世界で初めて成功した。充電式の二次電池（バッテリー）を使用した電気ドリルの事。充電ドリルとも言う。電池のボルト（V）が大きい方が力強い。12V,14.4V、充電時間も短時間（15分程度）から30分程度が主流である。リチウムイオン電池を最初にコードレスドリルに採用したのは、アメリカのミルウォーキー（Milwaukee Electric Tool）である。
ドライバードリル
電気ドリルの穴あけ機能とドライバーのネジの締め付け弛め機能を合わせ持つ機種。トルククラッチ付で、ネジ締め時には目盛りを設定トルクに合わせると、締め付けトルクに達した時クラッチが働いて自動的にチャックが空転する。チャックは、ドリルチャック式。
インパクトドライバードリル
回転方向に衝撃力を加えるドライバードリル。ドライバービットを取付けてネジの締めと弛めを、電気ドリル用のソケットを取り付ければ、ナットの締めと弛めが出来る。工具取付部は、1/4インチの6角形のワンタッチ型チャックになっている。
振動ドリル（impact drill）
木材や金属板に穴を開ける場合、電気ドリルのビットの回転で穿孔するが、コンクリートに穴を開ける場合には振動ドリルを使う。多くのモデルでは切り替えスイッチで振動ドリルと回転ドリルとモードの切り替えが可能である。コンクリートに大きな穴を開けたり「はつり」に使うには能力不足の為、その際にはハンマードリルを使う。
ハンマードリル（hammer drill）、ロータリーハンマドリル（rotary hammer drill）
ドイツのボッシュ（BOSCH）が1932年に世界初のハンマードリルを開発した。その後、1935年に、アメリカのミルウォーキー（Milwaukee Electric Tool Corporation）が3/4インチの小型電気ハンマードリルを発売する。
ビットに前後の強い打撃が加わる構造となっている。コンクリート・レンガ・ブロック等の硬い無機質材の穴あけに適する。打撃数は、機種にもよるが0から53,000回転／分ぐらいまで。日立は本体質量3Kgまでの小型のものをロータリーハンマドリルと呼んでいる。軸（シャンク）の種類は、小型の物が2種類、大型の物（本体質量5Kg以上）は3種類ある。SDS-plusシャンク（Bosch社で発案規格化された特殊形状シャンク）は、日本に出回っているほとんどの小型のハンマードリルの形状である。振動ドリル用の丸いシャンクは、ハイコーキ（旧：日立工機）のみである。大型の物は、六角シャンク（国内の大型ハンマードリルの多くが採用している対辺17mmの六角形をしたシャンク）・SDS-maxシャンク（Bosch社で発案規格化された特殊形状シャンク）・スプラインシャンク（スプライン形状のシャンクでほとんど採用されていない）の3種類がある。

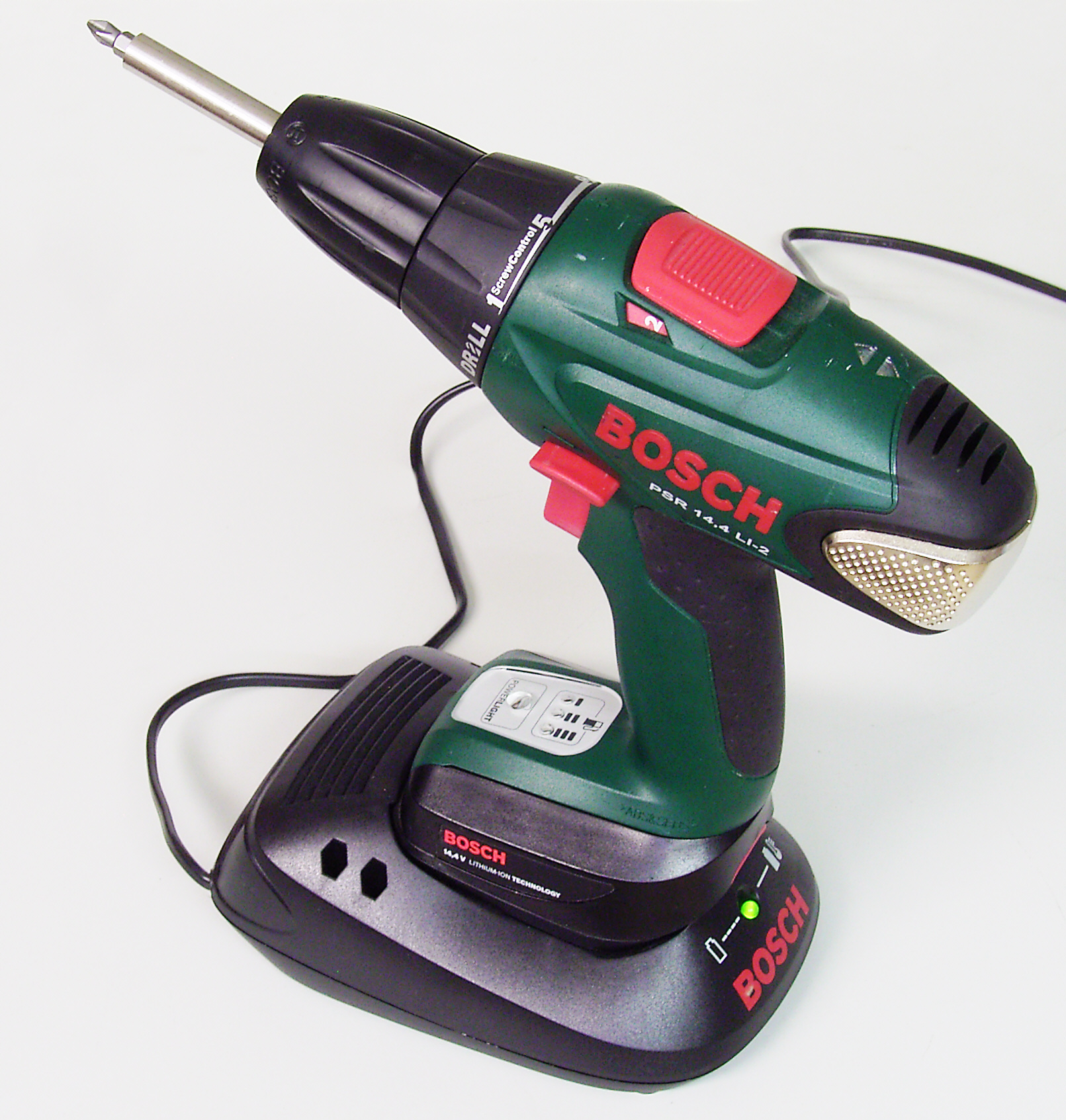
コードレスドライバードリル
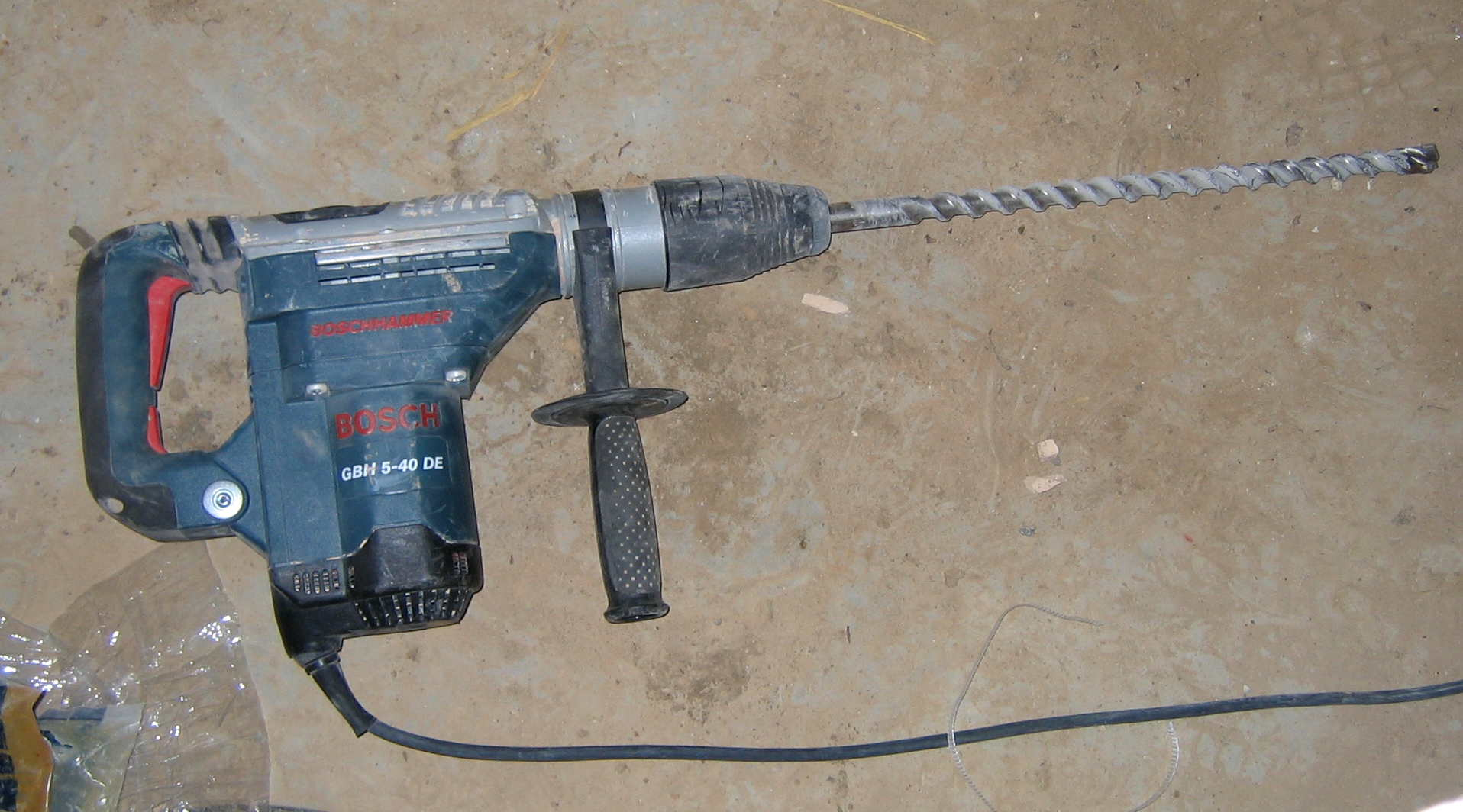
ハンマードリル
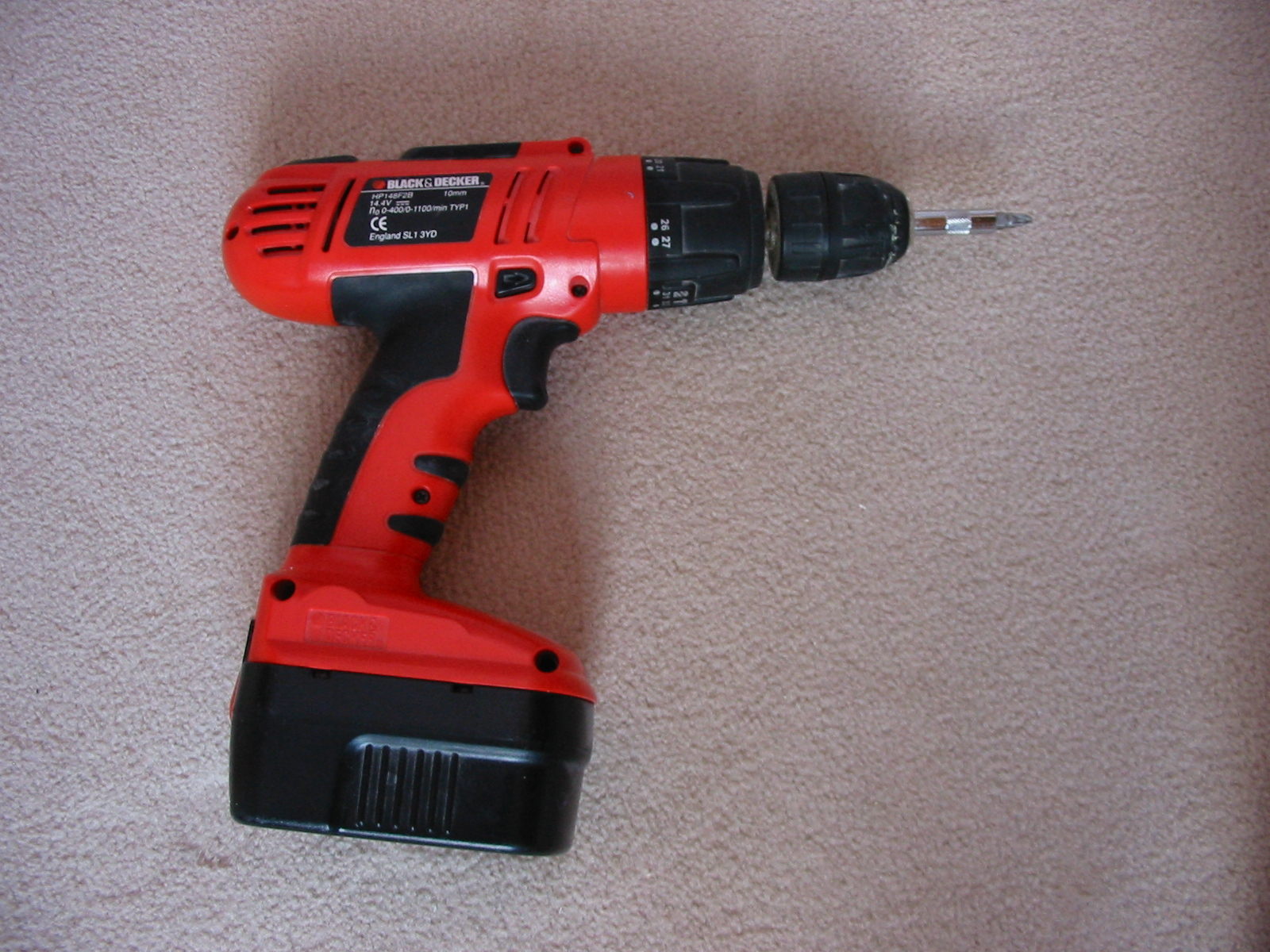
コードレスインパクトドライバードリル
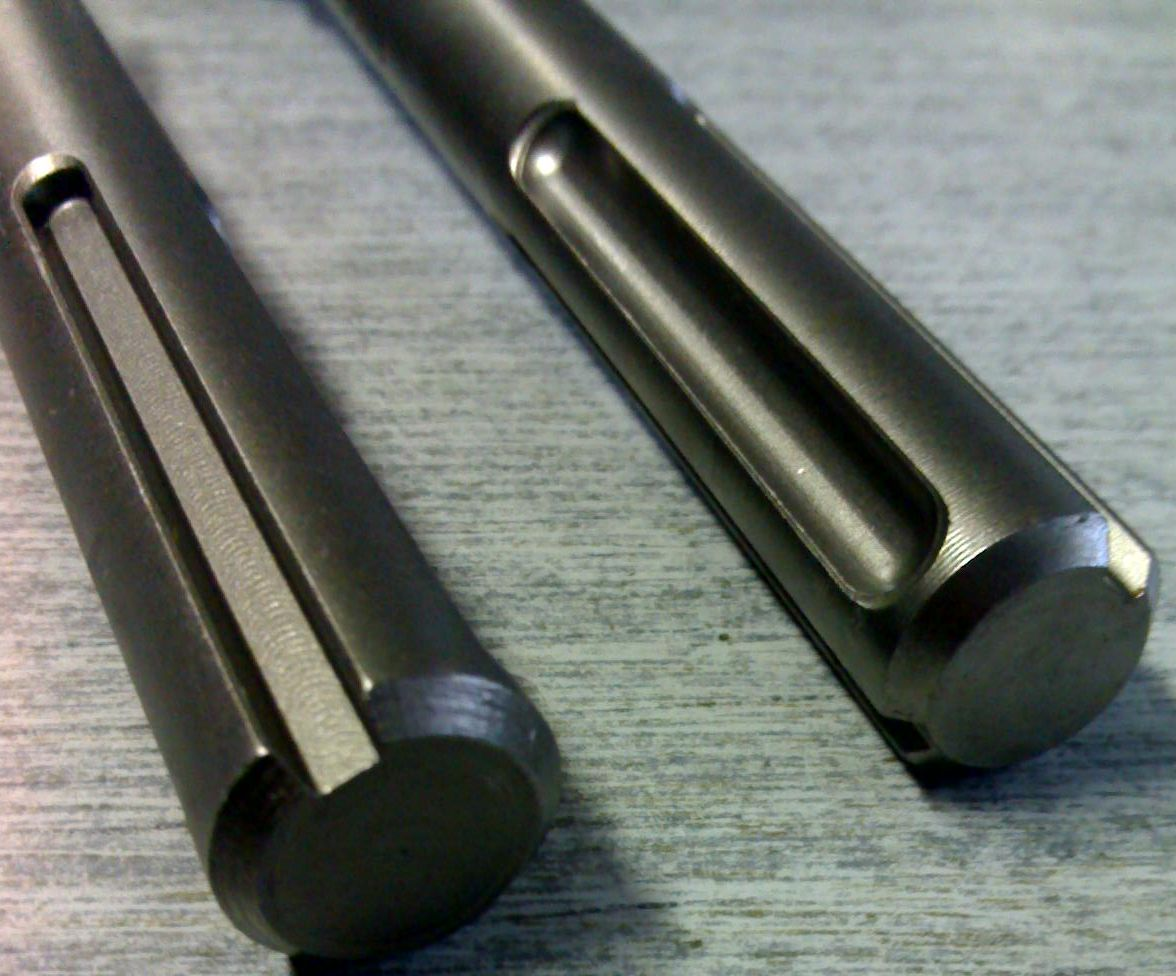
SDS-maxシャンク
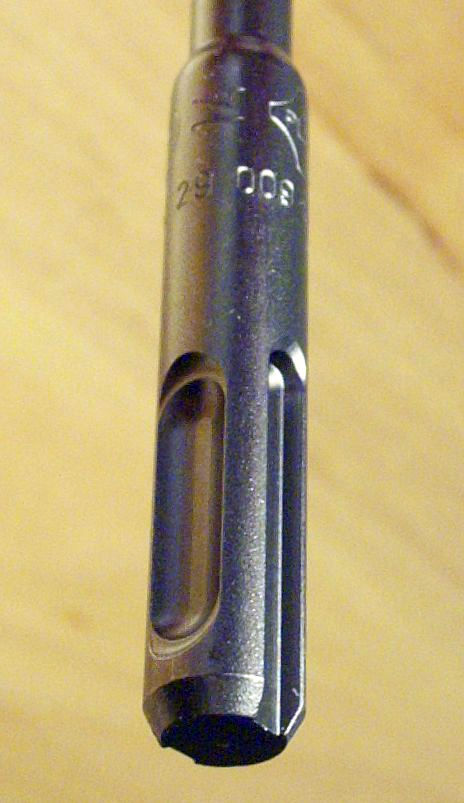
SDS-plusシャンク
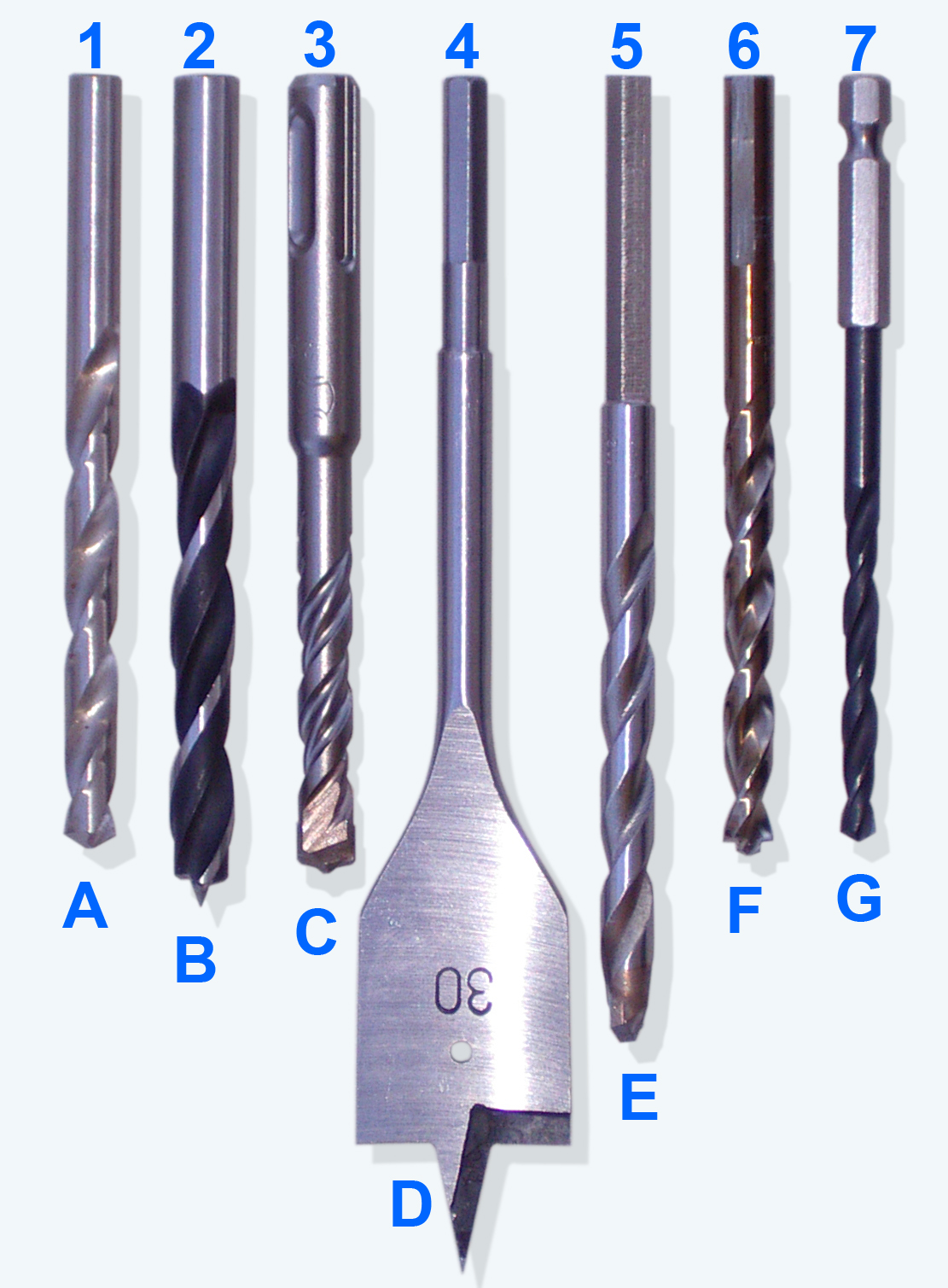
A – 金属用ドリル・B - 木工ドリル・C - コンクリート用ドリル（ハンマードリル）・D - イタギリ・E - コンクリート用ドリル・F - 板金ドリル・G - 6角形のワンタッチ型チャック用のドリル
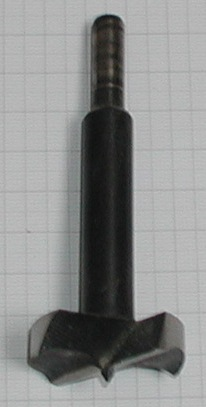
フォスナービット
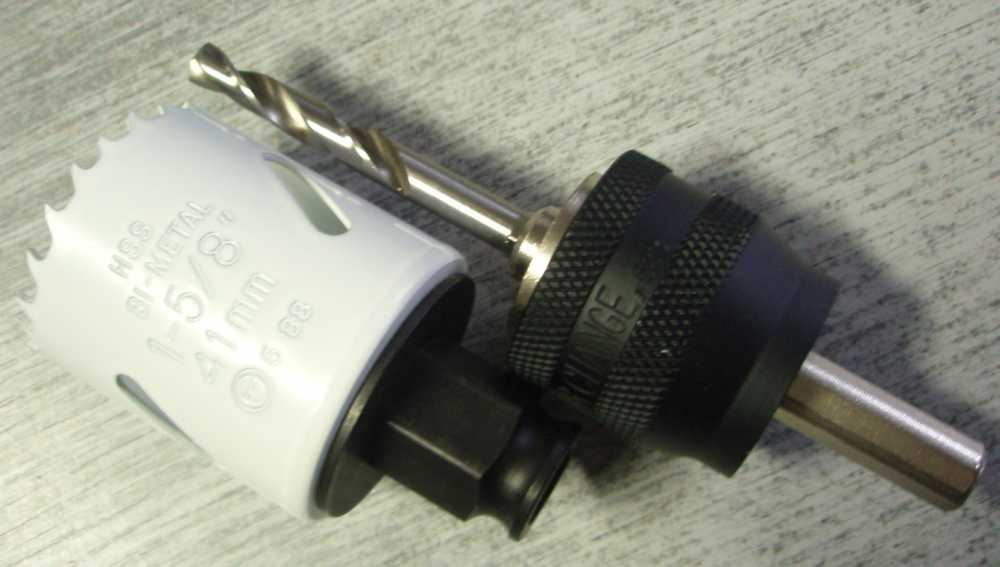
ホールソー

## 先端工具類
各種先端工具が、ドリルメーカーや先端工具専門メーカーからでている。
- ドライバービット - ネジの締め付け弛めに使用。
- 下穴キリ - 木材の割れを防ぐ為に下穴をあける。円錐状の穴があきクギやネジか入り易くなる。
- コンクリート用ドリル - 振動ドリルで使用するコンクリート用のドリル。
- 深さ調整具 - コンクリートにプラグを打ち込む穴深さが設定出来る補助具。
- タボ用木工ドリル - 貫通させないダボ穴の穴あけや、深さを調整したい場合の穴あけに便利なドリル。
- イタギリ - アメリカンタイプの木工用ドリル。
- フォスナービット - 15ミリから35ミリ以上という大きな穴をあける事の出来る木工用ドリルビット。
- 皿ギリ - 皿ネジの下穴をあける時に使用するビット。中ドリルと外ドリルの組合せにより使用する皿ネジの皿ネジ頭と下穴の加工が同時に出来る。
- ホールソー - 薄鋼板用ホールソー。ドリルではあけられない様な大きな穴があけられる円形のこ刃。
- 木工用ホールソー - あけたい穴の大きさに合わせて刃を付け換えるタイプ。
- 自在キリ - センターのキリを中心にして左右2本の替え刃式の刃が回転して穴をあける木工用の円カッター。刃の位置を調整して穴径を変えることが出来る。
- ロータリーカッター - 金属・木材・プラスチックなどの面取り・バリ取り・皿ネジ取付に使用する。
- 回転ヤスリ - 金属・鋳物・アルミ・木材・プラスチック等の仕上げ研削用ヤスリ。
- 回転砥石 - 金属・鋳物・アルミ等の仕上げ研削用砥石。
- 軸付きホイル - 真鍮や鋼のワイヤーブラシやサンドペーパーなど種類・サイズは豊富にある。錆や塗装はがし、研磨・木目出しに使用する。
- 電気ドリル用ソケット - ボルト・ナットの締め付け弛めに使用する。アダプターを使うと、通常のソケットも使用出来る。

## 用語

二重絶縁マーク

## 用語[16]
- キーレスチャック

先端工具の取り付け取り外しが、チャック回し（キー）無で出来る。片手でチャックを回す事で先端工具の取り付けが出来る。
- 無段変速

チャックの回転数を0から最高回転まで無段階にトリガースイッチの握り具合で回転数を無段階に変速出来る。作業の開始時は低回転で行ない、安定後高速回転で作業すると穴あけやネジ締めも容易に出来る。回転数は、機種によるがAC電源方式のコード付で毎分0から3,000〜4,000回転が多い。
- クラッチ

無段階にトルクの設定が出来、設定トルクになるとクラッチが働き、モーターの回転は先端工具に伝達されなくなる機構。ネジ締めのとき使用する。
- 安全クラッチ

コンクリートにコアドリルで穴を開ける際、穿孔中に鉄筋に噛み込んだ場合、ドリル先端の回転が急に止まりドリル本体が振り回されて危険な為、安全クラッチが作動して空回りする。振動ドリルの一部とハンマードリルに採用されている。
- 正逆回転

正逆回転方向の切りかえの出来る機構。逆転は、ネジやボルト・ナットの弛めに使用する。
- ブレーキ付き

スイッチから指を外して、電源が切れても通常の電気ドリルは慣性によりモーターの回転は続く。安全のため、ブレーキがかかってすぐに回転が停止する機構。オートストップとも呼ばれている。
- 防爆型電動ドリル

ガス漏洩個所等でコンクリート穿孔作業を行う際に使用するハンマードリル等の電動ドリルは、ドリル内部の火花発生源であるモーターやスイッチの個所に可燃性ガスが達しないように気密ハウジングを用いた密閉構造となっている電動ドリル。
- Sマーク

安全な電気製品である事を確認、認証された事を示すマーク。
- 二重絶縁構造・二重絶縁マーク

ボッシュが1952年に世界初の二重絶縁構造の電動工具を開発。モーターのシャフトとコア（鉄心）の間に絶縁体を挿入し、モーターハウジングは絶縁体であるプラスティック材料で人体に感電しないようにする構造で、この2つの構造のあるものを二重絶縁と呼ぶ。二重絶縁マークを表示した製品は二重絶縁構造であるので、アース（接地）する必要はない。

## 主なメーカー（50音順）
- 京セラインダストリアルツールズ
- 東芝電動工具（日本電産シバウラ）
- パナソニック（旧：松下電工(ナショナル)→パナソニック電工）
- 工機ホールディングス（ハイコーキ(HiKOKI)、旧：日立工機）
- ヒルティ
- ブラック・アンド・デッカー
- ボッシュ
- マキタ
- ミルウォーキー（Milwaukee Electric Tool）